# St. Vinzenz von Paul (Sarajevo)

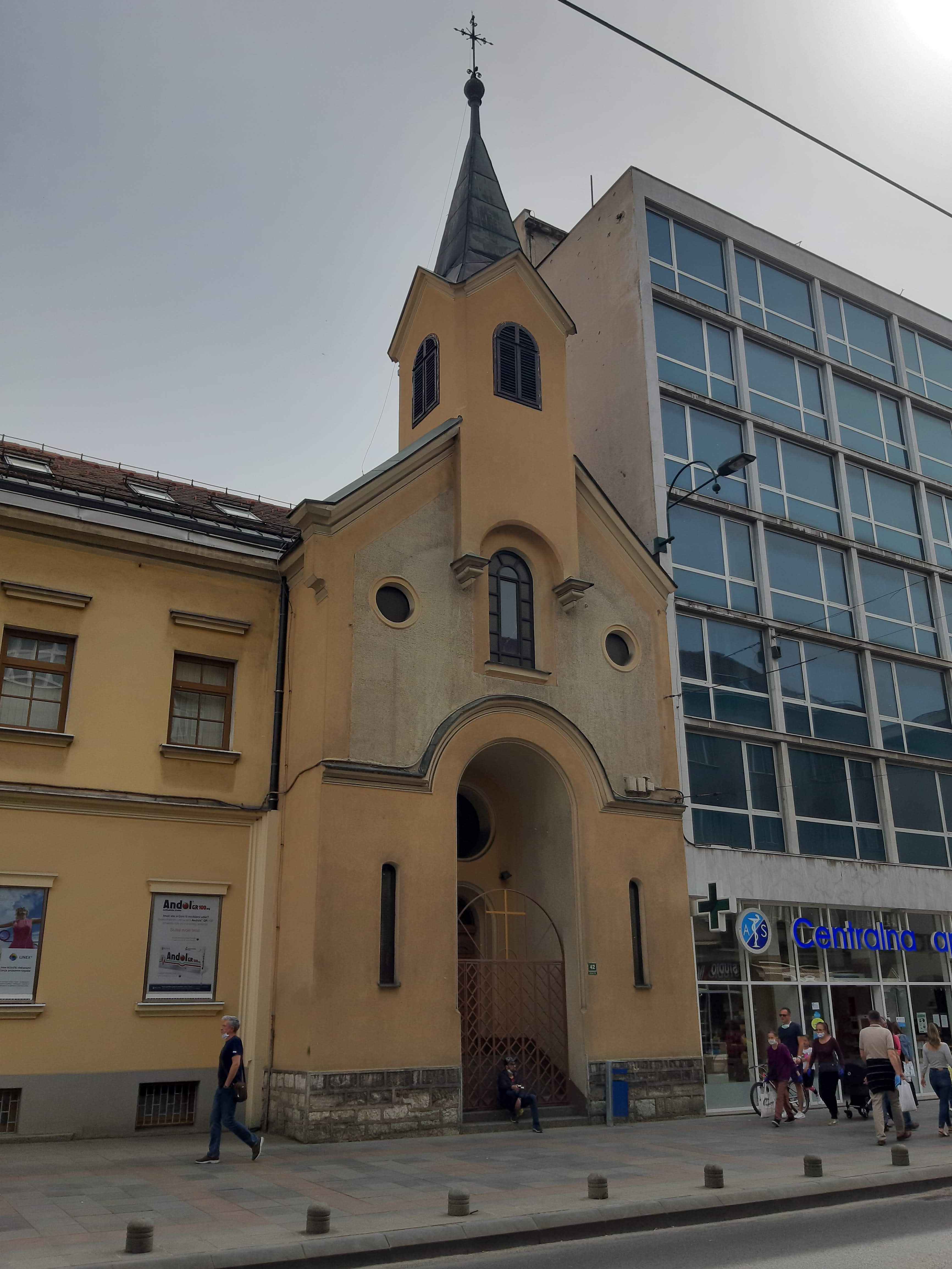
Kirche St. Vinzenz von Paul in Sarajevo

St. Vinzenz von Paul (bosnisch Crkva svetog Vinka Paulskog) ist die älteste erhaltene katholische Kirche von Sarajevo in Bosnien und Herzegowina. Sie gehört zum Erzbistum Vrhbosna und steht unter Denkmalschutz.

## Geschichte
Bereits vier Jahre nach der Okkupation Bosniens durch Österreich-Ungarn erwarb der Erzbischof von Vrhbosna Josef Stadler im Jahr 1882 ein Grundstück in der heutigen Marschall-Tito-Straße (ul. Maršala Tita, damals Čemaluša). Dort – im 1879 abgebrannten Westteil der Altstadt Sarajevos – ließ er 1883 eine kleine Kirche samt Kloster und Schule errichten. Im Kloster wurden die Barmherzigen Schwestern des hl. Vinzenz angesiedelt, von denen im Jahr 1871 – auf Wunsch des apostolischen Vikars Paškal Vujičić – vier aus Zagreb nach Sarajevo gekommen waren, und deren Schule, ein einstöckiges Gebäude mit sechs Räumen beim Bischofspalast an der Miljacka, im Jahr 1879 ebenfalls abgebrannt war. Der Wiederaufbau der Schule durch den Pfarrer Grgo Martić, der die Schule 1865 hatte erbauen lassen und sie 1871 den Barmherzigen Schwestern übergab, war von Stadler als unzureichend kritisiert worden, weshalb er diese neue Einrichtung erbauen ließ. Im Hof wurde 1893 ein einstöckiges Wohnhaus für den Religionslehrer errichtet. Der Schulneubau erfolgte 1904 an der Südostseite des Areals in der Šenoa-Straße (ul. Šenoina, damals Kezmanova). Bis dahin wurde im Klostergebäude im Nordosten des Areals unterrichtet und da die Schülerinnenzahlen schnell anstiegen, musste es schon im Jahr 1888 sowie erneut im Jahr 1899 umgebaut werden. Architekt der Schule, aber vermutlich auch der anderen Gebäude, war Josip Vancaš, der insbesondere für Sakralbauten in Bosnien und Herzegowina verantwortlich war.
Während der Annexion Bosniens im Jahr 1908 wurden hier 500 Soldaten Österreich-Ungarns untergebracht, ebenso wurde es 1914 besetzt, so dass 1921 eine erste Restaurierung der Kirche notwendig wurde. Im Jahr 1931 wurde hier eine öffentliche Armenküche eröffnet, 1939 brachte man in den Gebäuden zudem eine Berufsfachschule unter. Im Zweiten Weltkrieg wurden die Gebäude zur Unterkunft der Wehrmacht, die sie zuvor bei der Bombardierung 1941 beschädigt hatte (Fenster und Türen zerstört). Nach der Befreiung übergab man den Komplex der Volksbefreiungsarmee, von der es 1949 in Staatseigentum überging. In dieser Zeit verschwand auch die Figur des Vinzenz von Paul aus der Fassade der Schule. Die Schwestern wurden nach Zagreb und Kraljeva Sutjeska beordert; die verbleibende Schwester wirkte als Krankenschwester in Sarajevo und beaufsichtigte die Kirche. Die anderen Gebäude dienten fortan verschiedensten Kultur-, Sport- und Bildungseinrichtungen, darunter der Veselin-Masleša-Grundschule, einem Schützenverein, der „Firma für den Filmvertrieb in Bosnien und Herzegowina“, einem Fotoclub, einem Café und einem Studentenzentrum. In den Jahren von 1962 bis 1965 erfolgte eine Sanierung des Innenraums durch Ljuba Novaković und die Malerin Ivana Berhmana Šimet. Während des Bosnienkrieges wurden die Gebäude durch Granatenbeschuss während der Belagerung von Sarajevo im Jahr 1992 beschädigt. Dach und Innenraum wurden im Oktober 1996 repariert. Weitere Maßnahmen erfolgten 1997 und 1998. Die mittlerweile zurückgekehrten Schwestern betreiben hier seit der Sanierung, die bis zum Jahr 2004 andauerte, eine „Medizinische Mittelschule“ (Srednja medicinska škola) als Teil des Katholischen Schulzentrums „St. Joseph“ (Katolički školski centar “Sveti Josip”), das auch das Areal der Kirche Maria Rosenkranzkönigin nutzt. Es erfolgten weitere Restaurierungsmaßnahmen zwischen dem Jahr 2004 und dem Jahr 2015, so dass am 14. September 2014 das Kloster wiedereröffnet werden konnte.

## Baubeschreibung
Die neuromanische Kirche ist durch die Hofbauten sowie ein benachbartes Bürogebäude der 1960er Jahre nur zum Teil sichtbar. Ihre Nordfassade zeigt zur Straße hin und wird durch einen großen, gewölbten Eingang mit einer Zugangstreppe in einer Vertiefung sowie den Dachturm dominiert. Sie ist weitgehend schmucklos und weist lediglich Konsolen und Gesims auf. Die Fenster im Erdgeschoss wurden als schmale Schlitze entworfen, die im Obergeschoss als Rundfenster. Dort sowie im Glockengeschoss finden sich zudem rundbogige Fenster. Hofseitig wird die Kirche durch eine Apsis abgeschlossen. Der grundsätzliche Aufbau der Kirche sowie die Stellung zur Straße innerhalb eines Gebäudekomplexes ist stark von der 40 Jahre älteren, gleichnamigen Mutterkirche in Zagreb geprägt.
Östlich an die Kirche angebaut findet sich der fünfachsige Klosterbau mit ebenfalls vertieftem Eingang in der Mittelachse sowie seinem zweiachsigen Flügelbau auf der Straßenecke. Um diesen Nutzungszusammenhang optisch darzustellen, sind die sieben Fenster im Obergeschoss baugleich gestaltet. Diese Fensterreihung setzt sich an der Ostfassade fort, wo insgesamt 15 Fenster derart gestaltet wurden. Die Ostfassade der südlich anschließenden Schule weist 13 Doppelflügelfenster auf. In den Details weist die Schule hier Elemente des Jugendstils auf, die sich noch stärker ausgeprägt an der Südfassade finden, aber sich hauptsächlich auf die Fenstereinfassungen konzentrieren. Ein Gesims teilt die Fassade horizontal auf. Die Südfassade des Schulgebäudes ist achtachsig und hat dieselben Abmessungen wie die Ostfassade.
Der Gebäudekomplex wurde im September 2011 zum nationalen Denkmal von Bosnien und Herzegowina erklärt. Es erhielt die Erfassungsnummer 525 und befindet sich im Denkmalgebiet Nr. 546. Neben der Kirche, der Schule und dem Klostergebäude wurden auch bewegliche Gegenstände geschützt, da sich im Innenhof in einem Keller zehn Holzfiguren und eine Gipsskulptur befinden, die von einem ehemaligen Neorenaissance-Altar stammen, der vermutlich aus der Werkstatt von Ferdinand Stuflesser stammte. Die Ausmalung der Kirche erfolgte durch Dragutin Inkiostri Medenjak im Jahr 1902. Andere Kunstwerke wurden während des Bosnienkrieges in anderen Niederlassungen des Ordens untergebracht.

### Ausstattung
Die Orgel wurde im Jahr 1898 von der Firma Michael Heferer aus Zagreb erbaut. An der Wand befinden sich mehrere Gemälde von Gabriel Jurkić (1886–1974). Sein Gemälde Martha und Maria sowie ein Buntglasfenster aus dem Jahr 1948 wurden im Bosnienkrieg zerstört.